# Archanara phragmiticola
Archanara phragmiticola là một loài bướm đêm trong họ Noctuidae.